# Phryganea egregia
Phryganea egregia is een fossiele soort schietmot uit de familie Phryganeidae.